# Steinar Pedersen
Steinar Pedersen (Hellemyr, 6 giugno 1975) è un allenatore di calcio ed ex calciatore norvegese, di ruolo difensore.

## Biografia
È il figlio di Erik Ruthford Pedersen, oltre ad essere il fratello minore di Kjetil Ruthford Pedersen.

## Carriera

### Giocatore

#### Club
Pedersen iniziò la carriera con lo Start: debuttò nella Tippeligaen il 24 aprile 1994, giornata nella quale la sua squadra pareggiò in casa contro il Brann. A questa apparizione ne seguirono altre cinquantasei; al bilancio vanno poi aggiunte anche quattro reti. Così, nel 1996, venne acquistato dal Borussia Dortmund.
In Germania, esordì nella Bundesliga in data 21 settembre 1996, nella sconfitta per cinque a uno in casa del Borussia Mönchengladbach: Pedersen sostituì Wolfgang Feiersinger all'inizio del secondo tempo. Il 30 ottobre dello stesso anno, poté giocare anche la prima gara nelle competizioni europee: fu infatti titolare nella sconfitta casalinga per due a uno del Dortmund contro l'Atlético Madrid, nella Champions League 1996-1997. Ebbe però poco spazio con la sua squadra e venne ceduto in prestito al Lillestrøm. Al termine di questo prestito, tornò in Germania e collezionò una sola altra presenza prima di essere ceduto definitivamente, agli svedesi del Göteborg.
Rimase fino al 2001 in forza al Göteborg, mentre l'anno seguente tornò allo Start. Nel 2008, fu ingaggiato dal Lillestrøm, che per la Tippeligaen 2009 lo prestò allo Strømsgodset. Con il Godset debuttò il 5 aprile, nella sconfitta casalinga per due a zero contro il Molde. Fu impiegato in altri sedici incontri di campionato, ma ad agosto dello stesso anno tornò al Lillestrøm.
Il 31 agosto 2012, fece ritorno allo Start.

#### Nazionale
Pedersen collezionò quindici presenze tra Norvegia under 17 e Norvegia under 18. Debuttò ufficialmente il 2 agosto 1994 con la Norvegia under 21, nell'amichevole vinta per due a zero contro l'Egitto under 21. C'è da registrare, però, una precedente presenza non ufficiale, datata 1º giugno dello stesso anno, contro la Nazionale semi-professionistica inglese.
Con la selezione maggiore della Norvegia, debuttò nella sconfitta in amichevole per cinque a zero contro gli Stati Uniti.

### Allenatore
A partire dal 2014, è diventato l'allenatore dello Jerv. Il 23 dicembre 2015 è stato scelto come nuovo tecnico dello Start, firmando un contratto triennale valido a partire dal 1º gennaio 2016. Il 29 settembre 2017 è stato reso noto il suo esonero. Il 2 agosto 2018 è stato nominato nuovo allenatore dell'Arendal. Il 16 settembre 2020 ha lasciato il club.
Il 25 novembre 2020 è diventato il nuovo allenatore dell'Amazon Grimstad, squadra femminile partecipante all'1. divisjon, la seconda serie del campionato norvegese. Ha guidato la squadra per tutta la stagione 2021, concludendo il campionato al quarto posto. Il 31 gennaio 2022 è entrato a far parte dello staff tecnico della squadra femminile del Vålerenga, venendo nominato assistente dell'allenatore Nils Lexerød. L'8 novembre 2022, in vista della stagione successiva, gli è stato affidato il ruolo di direttore tecnico del Vålerenga femminile.

## Statistiche

### Cronologia presenze e reti in nazionale
| Cronologia completa delle presenze e delle reti in nazionale ― Norvegia | Cronologia completa delle presenze e delle reti in nazionale ― Norvegia | Cronologia completa delle presenze e delle reti in nazionale ― Norvegia | Cronologia completa delle presenze e delle reti in nazionale ― Norvegia | Cronologia completa delle presenze e delle reti in nazionale ― Norvegia | Cronologia completa delle presenze e delle reti in nazionale ― Norvegia | Cronologia completa delle presenze e delle reti in nazionale ― Norvegia | Cronologia completa delle presenze e delle reti in nazionale ― Norvegia |
| Data                                                                    | Città                                                                   | In casa                                                                 | Risultato                                                               | Ospiti                                                                  | Competizione                                                            | Reti                                                                    | Note                                                                    |
| ----------------------------------------------------------------------- | ----------------------------------------------------------------------- | ----------------------------------------------------------------------- | ----------------------------------------------------------------------- | ----------------------------------------------------------------------- | ----------------------------------------------------------------------- | ----------------------------------------------------------------------- | ----------------------------------------------------------------------- |
| 29-1-2006                                                               | Carson                                                                  | Stati Uniti                                                             | 5 – 0                                                                   | Norvegia                                                                | Amichevole                                                              | -                                                                       |                                                                         |
| Totale                                                                  |                                                                         | Presenze                                                                | 1                                                                       |                                                                         | Reti                                                                    | 0                                                                       |                                                                         |

## Palmarès

### Giocatore

#### Competizioni nazionali
- Supercoppa di Germania: 1

Borussia Dortmund: 1996

#### Competizioni internazionali
- Coppa Intercontinentale: 1

Borussia Dortmund: 1997

### Allenatore

#### Competizioni nazionali
- 2. divisjon: 1

Jerv: 2014 (gruppo 1)